# Руслана (ім'я)
Русла́на — жіноче ім'я тюркського походження. Являє собою жіночу форму імені Руслан, утвореного від тюрк. арслан — «лев». Не є канонічним ні в православній, ні в католицькій традиціях.
Зменшувальні форми — Русічка, Русланонька, Русланочка, Русланка, Руся, Лана.

## Відомі носійки
- Руслана Ігорівна Писанка (1965—2022) — українська актриса, телеведуча.
- Руслана Анатоліївна Якобінчук (нар. 1970) — українська співачка (мецо-сопрано), Заслужена артистка України.
- Руслана Олексіївна Таран (нар. 1970) — українська яхтсменка, триразовий призер Олімпійських ігор.
- Руслана Степанівна Лижичко («Руслана», нар. 1973) — українська співачка, Народна артистка України.
- Руслана Отарівна Рухадзе (нар. 1974) — російська актриса грузинського походження.
- Руслана Олександрівна Сушко (нар. 1975) — українська баскетболістка, Заслужений майстер спорту України.
- Руслана Дмитрівна Войт (нар. 1980) — українська бандуристка, співачка.
- Руслана Сергіївна Коршунова (1987—2008) — казахстанська фотомодель російського походження.
- Руслана Олександрівна Лоцман (нар. 1988) — українська співачка, Заслужена артистка України.